# Fuente de Santa Cruz
Fuente de Santa Cruz es un municipio de España, en la provincia de Segovia en el territorio de la Campiña Segoviana, comunidad autónoma de Castilla y León. Tiene una superficie de 17,62 km².

## Historia
Fuente de Santa Cruz ha sido una tierra poblada por el pueblo celta. En el S. VIII este núcleo, al igual que toda la Extremadura Castellana, se encontraba despoblado, lo que originó en el S. X una repoblación basada en la iniciativa privada, monacal o familiar, lo cual no tuvo éxito tras el avance de las tropas de Almanzor.[cita requerida]
Desde tiempos históricos pertenece a la Comunidad de Villa y Tierra de Coca. Pero en 1247 su nombre era "El Aldea de la Fuente" es decir "la aldea de la fuente". A finales delS. XVI aparece como Fuente de Coca. En 1759 se llamaba "la Fuente". A partir de 1789 definitivamente recibe el nombre de "Fuente de Santa Cruz".[cita requerida]
En una cédula real aparece como se le otorga a Fuente de Santa Cruz el nombre de Villa, separándola de la jurisdicción de la villa de Coca. La Enmienda se solicitó al rey D. Felipe IV por el duque de Veragua y de Berwick, quien en ese momento era el propietario de Fuente de Santa Cruz, el 23 de diciembre de 1656. En ese documento el duque pedía la separación de la Villa de Coca a causa de los abusos que los Alcaldes Mayores ejercían sobre los vecinos del lugar sin considerar la pobreza de estos. Todos los vecinos (en aquella época 133 habitantes) solicitaron eximirse de la jurisdicción de Coca y solicitar a su Majestad que les hiciera Villa.[cita requerida]
Así es como se les concedió la Licencia sellada con el sello de armas de S.M. Felipe-IV, también firmada y refrendada por el secretario y apoderado general en Madrid a 16 de octubre del año 1772. Por último, fue dada en San Lorenzo el 28 de noviembre de 1773. Con la separación y otorgamiento del título de Villa se consiguió que los Alcaldes Mayores de la Villa de Coca no tuvieran derechos de ningún tipo sobre los vecinos de Fuente de Santa Cruz, ya que la escritura es de "Declaración, Sucesión y Vasallaje". Antiquísimas son las dos Cofradías que aun guardan celosamente sus tradiciones. No se poseen datos sobre su fundación, pero si está documentada.[cita requerida]
En el diccionario de Madoz (1846-1850) figura:

Datos de la localidad: vecindad con ayuntamiento de la provincia y diócesis de Segovia (9 leguas), partido judicial de Sta. Maria de Nieva (4 1/2) l audiencia territorial y ciudad g. de Madrid (-22;. SIT. en una ladera, la combaten todos los vientos y su CLIMA es muy sano. Tiene 150 CASAS de mediana construceion, distribuidas en una plaza. 3 plazuelas y 9 calles y callejones hay casa de ayuntamiento en la que está la cárcel, 2 pósitos, uno nacional que consiste en solo granos de trigo, y el otro pió que consta de cebada ; escuela de instrucción primaria para niños, concurrida por unos '60, que se hallan á cargo de un maestro dotado con 1,100 reales; otra de niñasálaque concurren 70, la dotación de la maestra es convencional una fuente de buenas aguas con tres caños, 17 pozos y una iglesia parroquial (La invención de la Sla. Cruz) servida por un párroco, cuyo curato es de segundo ascenso y de provisión real y ordinaria. El cementerio se halla en parase que no ofende la salud pública. El término confina N. Fueteolmcdo; E. Villagouzalo y Ziruelos; S . Bernuy de Coca, y O. Almenara y Bocigas ; se estiende 1/4 de leguas poco más ó menos en todas direcciones. El TERRENO es en parte gredoso, y fuerte, y en parte tierra negra y barrosa; se cultivan 543 tan. de primera calidad, "2,792 de segunda y 714 de tercera hay 120 obradas de viñedo, CAMINOS los que dirijen á los pueblos limítrofes en mal estado. El CORREO se recibe de Olmedo por un particular que paga la v. salen y entran los lunes jueves y sábados, r n o o. trigo, cebada, centeno, vino, garbanzos, algarrobas, yeros y muelas; su mayor cosecha trigo y cebada; mantiene ganado lanar y vacuno ; cría caza de liebres y perdices, IND. la agrícola, varios tejedores de lienzos y algunos arrieros, COMERCIO una pequeña tienda de telas bastas y la esportacion de lo sobrante. POBL. 148 y 1,2 vec, Gol alin. CAP. IMP. 127,793 reales CONTR. 15,873 r s. con 4 mreales El PRESUPUESTO MUNICIPAL asciende á 6,483 reales y 20 mis, que se cubren con los productos de propios y el délicit, por reparto vecinal

[cita requerida]

## Geografía

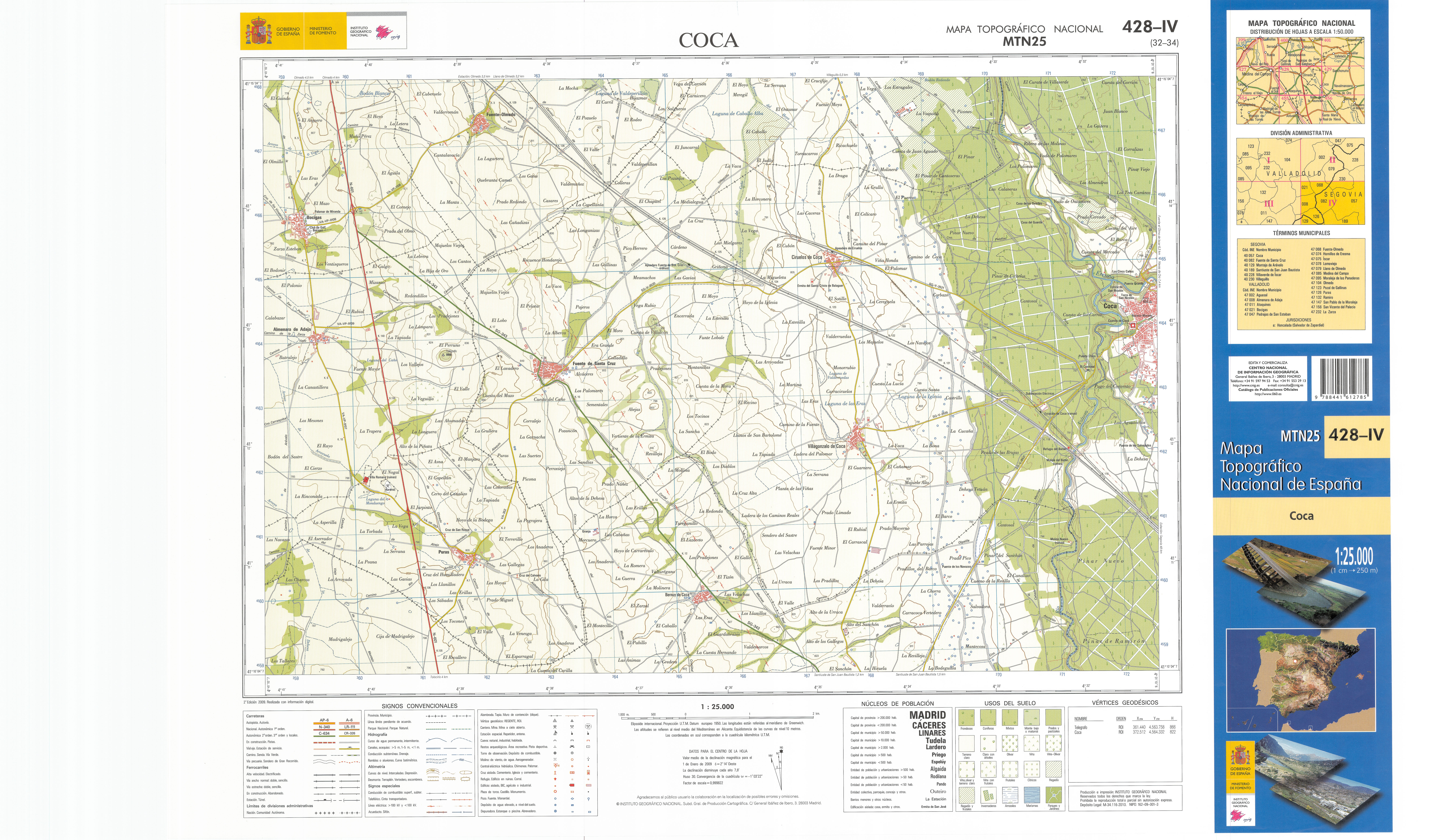
Fragmento de la hoja 428 del Mapa Topográfico Nacional de España de 2009 en el que se representa Fuente de Santa Cruz

| Noroeste: Fuente-Olmedo (Valladolid)  | Norte: Fuente-Olmedo (Valladolid)   | Noreste: Villeguillo                    |
| Oeste: Almenara de Adaja (Valladolid) |                                     | Este: Coca                              |
| Suroeste: Puras (Valladolid)          | Sur: Santiuste de San Juan Bautista | Sureste: Santiuste de San Juan Bautista |

## Geografía humana

### Demografía
Cuenta con una población de 99 habitantes (INE 2024).
| Gráfica de evolución demográfica de Fuente de Santa Cruz entre 1842 y 2021                                            |
| |
| Población de derecho según los censos de población del INE. Población de hecho según los censos de población del INE. |

| 204           | 198 | 191 | 168 | 144 | 143 | 137 | 130 | 120 | 119 | 110 | 103 |
| (Fuente: INE) |     |     |     |     |     |     |     |     |     |     |     |

## Administración y política
| Periodo   | Nombre                           | Partido   |
| --------- | -------------------------------- | --------- |
| 1979-1983 | José Gil Escudero                | UCD       |
| 1983-1987 | Celestino Villoslada Casarrubios | AP-PDP-UL |
| 1987-1991 | Francisco Arroyo del Río         | PDP       |
| 1991-1995 | María Luisa Gil Pastor           | PP        |
| 1995-1999 | María Luisa Gil Pastor           | PP        |
| 1999-2003 | María Luisa Gil Pastor           | PP        |
| 2003-2007 | María Luisa Gil Pastor           | PP        |
| 2007-2011 | María Luisa Gil Pastor           | PP        |
| 2011-2015 | María Luisa Gil Pastor           | PP        |
| 2015-2019 | María Luisa Gil Pastor           | PP        |
| 2019-2023 | María Luisa Gil Pastor           | PP        |
| 2023-act. | María Luisa Gil Pastor           | PP        |

## Monumentos y lugares de interés
- Iglesia de Santa Cruz. Edificio construido por Diego de Matienzo, maestro cantero, natural del Valle de Ruesga.